# Hooper Crags
Hooper Crags är en kulle i Antarktis. Den ligger i Östantarktis. Nya Zeeland gör anspråk på området. Toppen på Hooper Crags är 1 574 meter över havet.
Terrängen runt Hooper Crags är kuperad söderut, men norrut är den bergig. Trakten är obefolkad. Det finns inga samhällen i närheten.